# プロレタリア俳句
プロレタリア俳句（－はいく）は、無産階級の立場にたって作られた俳句、およびそうした句作を推進する俳句運動のことを言う。

## 概要
昭和初期、「層雲」の栗林一石路、橋本夢道、横山林二ら自由律俳句の俳人が主唱。1930年、一石路、夢道は「旗」、林二は「俳句前衛」をそれぞれ創刊し、「層雲」と別れて運動を展開した。翌年、両誌が合併し「プロレタリア俳句」、のち改題して「La俳句」となる。
定型派でも、早大俳句会の柴村羊五、宮田戌子らが「俳句研究」でプロレタリア俳句を唱え、1932年には「La俳句」「俳句研究」が合併して「俳句の友」となったが、ナップ内に俳句の詩への解消論が起こったため早期に終刊、1934年に一石路、夢道、林二らによって新たに「俳句生活」が創刊される。このように誌名をめまぐるしく変えたのは当局からの弾圧・発禁処分があったためで、誌面でもしばしば伏字や匿名が用いられた。一石路は新聞聯合社（のちの同盟通信社）の社員であったため、青木宏という偽名で「戦旗」に投句している。
「俳句生活」では新興俳句系の俳人たちとの交流も試みられたが、1941年2月、新興俳句弾圧事件に連座して主要同人が一斉検挙され廃刊となる。このプロレタリア俳句の流れは戦後、新俳句人連盟へと受け継がれ今日にいたっている。